# Crataegus shandongensis
Crataegus shandongensis är en rosväxtart som först beskrevs av F. Z. Li och W. D. Peng, Bull. Bot. Res., Harbin 6(4, och fick sitt nu gällande namn av  149. 1986.. Crataegus shandongensis ingår i Hagtornssläktet som ingår i familjen rosväxter. Inga underarter finns listade i Catalogue of Life.